# Rayman: Szalone Kórliki
Rayman Szalone Kórliki (ang. Rayman Raving Rabbids) – platformowa gra komputerowa z serii gier o Raymanie wyprodukowana w 2006 roku przez firmę Ubisoft. Gra była tytułem startowym konsoli Wii, ale również została wydana na platformy PC, Game Boy Advance, PlayStation 2, Nintendo DS i Xbox 360.

## Opis fabuły
Pewnego dnia Rayman i dzieci Globoksa wybrali się na piknik. Nagle dzieci Globoksa zniknęły, a na ich miejscach pojawiły się dziwne stworzenia bardzo podobne do królików. Były toKórliki. Rayman zostaje złapany przez jednego z nich: ogromnego Serqueia i zabrany do celi znajdującej się pod stadionem kórlików. Rayman od tego czasu staje się niewolnikiem tych stworzeń i codziennie ma je zabawiać wykonując szereg różnych misji (minigier). W zamian kórliki wypuszczają każdego dnia jedno z dzieci Globoksa.
Fabuła gry kończy się w następujący sposób: Rayman ucieka z więzienia, lecz dostrzega piknik, który sobie zorganizował z dziećmi Globoksa jeszcze na początku gry. Dopiero wtedy sobie przypomina o reszcie małych stworków nadal uwięzionych na stadionie. Dostrzega dziury, przez którą Kórliki się przedostały na ich piknik. Postanawia przejść przez jedną by uratować dzieci Globoksa.

## Opis gry

### Rozgrywka
Mimo iż każdego dnia musimy wykonać cztery (lub trzy, lecz wtedy nie dostajemy nagrody w postaci nowego stroju lub utworu muzycznego w wykonaniu kórlików) zadania, plus walka finałowa, to za każdą pracę jest nagroda: przepychacz do muszli klozetowej… Lecz pomysłowość naszego bohatera go nie opuszcza: trzeciego dnia zauważa, że przepychacze można przyssać do ściany w jego celi, coraz wyżej i w ten sposób dojść aż do okna, które jest wysoko. Od tamtej pory musimy przejść 15 dni (75 zadań) i w ten sposób utorować sobie drogę do ukochanego okna i uciec od kórlików.
Jak wspomniano wcześniej każdy dzień ma 4 zadania plus finał, który jest istotny, gdyż bez niego nie przejdziemy dnia. Warto wiedzieć, że finał to najczęściej strzelanina z pistoletu na przepychacze lub jazda na wielkich dzikach. Każde zadanie jest na czas i na punkty, dzięki którym je przechodzimy. W taki oto sposób zdobywamy popularność u kórlików, za co nas lepiej traktują – z czasem zmienia się wystrój celi bohatera, a w oknie nad celą zaczyna pojawiać się grupa jego fanów.
Oprócz tego gra dzieli się na 3 tryby:
- tryb fabularny – przechodzimy grę według dni (opis wyżej),
- tryb punktowy – wykonujemy mini-gry w celu pobicia rekordów. Aby odblokować dane plansze trzeba ukończyć je w trybie fabularnym,
- tryb rodzinny – jest to wersja trybu punktowego dla kilku osób (max. 4).

### Muzyka
W grze występują też piosenki(w wykonaniu kórlików), które możemy odblokować w części przygodowej. Są to:
- Dick Dale – Misirlou
- Chic – Good Times
- Cyndi Lauper – Girls Just Wanna Have Fun
- Naughty by Nature – Hip Hop Hooray
- Ritchie Valens – La Bamba
- Mark Griskey – Dark Iron Bunnies
- Mark Griskey – The Butcher Deejay
- Ludwig van Beethoven – Ubisoft Montpellier Choir (Oda do radości wykonywana przez Kórliki)

### Wersja gry naGame Boy AdvanceiNintendo DS
Porównując wersję gry na Wii i inne konsole z tą na Game Boy Advance I Nintendo DS, znajdziemy dużą różnicę. W wersji na Game Boy wykorzystano koncepcję Michela Ancela, a w wersji na pozostałe platformy koncepcję Ubisoftu (więcej w dziale Kontrowersje). Gra została wydana tutaj jako gra zręcznościowa, Kórliki odgrywały taką samą rolę jak Mroklumy czy Robo-piraci w poprzednich częściach, oraz wystąpiły bossy w postaci dużych, białych odpowiedników kórlików Serguei. Ostatni boss był jednak nie białym Sergueiem, lecz dużym robotem w kształcie Kórlika, który strzelał laserami oraz wypuszczał kilka małych, fioletowych kórliczków (miał występować w pierwotnej wersji gry na pozostałe konsole).
W grze występowały takie postacie jak Murfy, Teensy, Globox i Ly oraz myśliwy z pierwszej części gry Rayman. Poza tym powrócił wątek lumsów. Rayman również tutaj posiadał specjalne moce – dostawał je w różnych postaciach i w dowolnej chwili mógł zmienić postać, aby uzyskać moc. Nie potrzebował do tego żadnej puszki itd. Rayman mógł się tutaj zmieniać w punka, gitarzystę i wielbiciela muzyki Disco.

## Kontrowersje
Treść tej sekcji może nie być zgodna z zasadami neutralnego punktu widzenia.
Dokładniejsze informacje o tym, co należy poprawić, być może znajdują się w dyskusji tej sekcji.
 Po wyeliminowaniu niedoskonałości należy usunąć szablon {{Dopracować}} z tej sekcji.
Kiedy firma Ubisoft podała do informacji, że powstaje nowa gra z Raymanem wieść została przyjęta bardzo dobrze. Problemy rozpoczęły się jednak, kiedy podano do informacji, że w grze nie będzie oryginalnych przeciwników, tak jak w poprzednich częściach (Mr. Dark, Robo-piraci i Mroklumy), a przeciwnikami będą tylko szalone Króliki znane już wtedy jako Kórliki. Miały one opanować Rozdroża Marzeń, a Rayman miał je niszczyć za pomocą nowych mocy, które oferowały moc bazującą na muzyce – dawały strój wiążący z daną muzyką i broń. Oprócz tego Rayman pierwotnie miał współpracować z którymś ze swoich poprzednich głównych przeciwników (Brzytwobrody albo Andre), aby zniszczyć Kórliki i uratować dziewczynę Raymana. Koncepcja ta została różnie odebrana – niektórzy myśleli, że to bardzo dobry pomysł, inni z kolei krytykowali grę głównie za postać Kórlików – niektórzy sądzili, że Ubisoft po prostu ma problem z wymyśleniem oryginalnych przeciwników i idzie na łatwiznę. Jeszcze inni myśleli, że wydanie takiej gry może przynieść szkodę postaci Raymana.
Jeszcze większą kontrowersję spowodowała sytuacja, kiedy to Michel Ancel został odsunięty od pracy nad tą grą i przedstawiono inną koncepcję, która została wykorzystana w grze. Ta nowa koncepcja zapowiadała stworzenie gry jako zbioru minigier, w których Rayman będzie wykonywać zadania dla Kórlików. Usunięto pomysł stworzenia dziewczyny Raymana, dodania zwierząt do gier, które bohater miał ujeżdżać oraz wszystkie inne postacie związane z poprzednimi częściamy gry oprócz dzieci Globoksa oraz wszystko, co ma związek z grą zręcznościową. Fani uznali to za głupotę ze strony firmy z trzech powodów:
- Michel Ancel był „ojcem” Raymana – to on go stworzył i pracował przy każdej grze z tej serii aż do tego momentu.
- Fakt, że gra stała się serią minigier, wykorzystującą Raymana jako środek marketingowy, spowodował całkowite obniżenie sławy Raymana oraz jego reputacji na arenie gier komputerowych – „Rayman Raving Rabbids” stało się grą typu party, w którą można grać ze znajomymi w czasie imprezy.
- Niektórzy fani nazwali Ubisoft oszustami w związku z niedotrzymaniem wielu obietnic. Wśród tych obietnic było pojawienie się dziewczyny Raymana, niektórych postaci z poprzednich gier, dodanie zwierząt itd.

Znaczenie Raymana na świecie zmalało już całkowicie w listopadzie 2007 roku, w momencie wydania sequela tej gry, zwanego Rayman: Szalone Kórliki 2. Rayman w tej grze właściwie nie występował i pełnił rolę chwytu marketingowego.

## Głosów użyczyli
| Aktor         | Postać                    |
| ------------- | ------------------------- |
| David Gasman  | Rayman                    |
| Yoann Perrier | Kórliki                   |
| Marcel Popo   | Kórliki / Dzieci Globoksa |